# Маланья (деревня)
Маланья — деревня в Красноборском районе Архангельской области. Входит в состав Верхнеуфтюгского сельского поселения.

## География
Находится в юго-восточной части Архангельской области на расстоянии приблизительно 9 км на запад-юго-запад по прямой от административного центра поселения деревни Верхняя Уфтюга на левобережье реки Уфтюга.

## История
Была отмечена еще в 1939 году в составе Березо-Наволоцкого сельсовета.

## Население
Численность населения не была учтена как в 2002 году, так и в 2010.